# Tim Gill
Tim Gill (* 18. Oktober 1953 in Hobart, Lake County, Indiana) ist ein US-amerikanischer Unternehmer, Informatiker, Software-Entwickler und LGBT-Aktivist.

## Leben
Tim Gill besuchte die Wheat Ridge High School im Jefferson County in Colorado und studierte danach an der University of Colorado in Boulder. Nach seinem Studium arbeitete er in Kalifornien für Hewlett-Packard.
Gill ist Entwickler des Programms QuarkXPress. Das Programm ist ein rahmenorientiertes Layoutprogramm des Herstellers Quark. Dieses Unternehmen gründete Gill 1981 gemeinsam mit Marc Pope. Seinen 50-Prozent-Anteil am Unternehmen verkaufte er 2000 und wurde dadurch mehrfacher Millionär. Gill gründete die Stiftung GillFoundation, die unter anderem LGBT-Projekte und Lobbying (Gay & Lesbian Fund for Colorado) unterstützt.
Er heiratete Scott Miller in Massachusetts. Das Ehepaar lebt in Denver.